# Verbascum ilgazdagense
Verbascum ilgazdagense är en flenörtsväxtart som beskrevs av Hub.-mor.. Verbascum ilgazdagense ingår i släktet kungsljus, och familjen flenörtsväxter. Inga underarter finns listade i Catalogue of Life.